# Empire Trnava Cup
L'Empire Trnava Cup è un torneo di tennis che si gioca sulla terra rossa. Il torneo si gioca a Trnava in Slovacchia dal 2009.
L'austriaca Yvonne Meusburger detiene li record nel singolare con due titoli, mentre la ceca Renata Voráčová con tre titoli ha il record nel doppio. 

## Albo d'oro

### Singolare
| Anno       | Categoria    | Campionessa                              | Finalista                                | Punteggio                                |
| ---------- | ------------ | ---------------------------------------- | ---------------------------------------- | ---------------------------------------- |
| 2025       | ITF $60,000  | Tamara Korpatsch                         | Mai Hontama                              | 1-6, 6-4, 6-4                            |
| 2024       | ITF $60,000  | Moyuka Uchijima                          | Mona Barthel                             | 7–6(3), 6–3                              |
| 2023       | ITF $100,000 | Yanina Wickmayer                         | Greet Minnen                             | 6–0, 6–3                                 |
| 2022- 2021 | ITF $100,000 | Non disputato                            | Non disputato                            | Non disputato                            |
| 2020       | ITF $100,000 | Annullato per la pandemia di coronavirus | Annullato per la pandemia di coronavirus | Annullato per la pandemia di coronavirus |
| 2019       | ITF $100,000 | Bernarda Pera                            | Anna Blinkova                            | 7–5, 7–5                                 |
| 2018       | ITF $100,000 | Viktória Kužmová                         | Verónica Cepede Royg                     | 6–4, 1–6, 6–1                            |
| 2017       | ITF $100,000 | Markéta Vondroušová                      | Verónica Cepede Royg                     | 7–5, 7–6(3)                              |
| 2016       | ITF $100,000 | Kateřina Siniaková                       | Anastasija Sevastova                     | 7–6(4), 5–7, 6–0                         |
| 2015       | ITF $100,000 | Danka Kovinić                            | Margarita Gasparyan                      | 7–5, 6–3                                 |
| 2014       | ITF $75,000  | Anna Karolína Schmiedlová                | Barbora Záhlavová-Strýcová               | 6–4, 6–2                                 |
| 2013       | ITF $75,000  | Barbora Záhlavová-Strýcová               | Karin Knapp                              | 6–2, 6–4                                 |
| 2012       | ITF $50,000  | Anastasija Sevastova                     | Ana Savić                                | Walkover                                 |
| 2011       | ITF $50,000  | Yvonne Meusburger (2)                    | Elica Kostova                            | 0–6, 6–2, 6–0                            |
| 2010       | ITF $25,000  | Sandra Záhlavová                         | Lenka Juríková                           | 2–6, 6–3, 6–1                            |
| 2009       | ITF $25,000  | Yvonne Meusburger (1)                    | Sandra Záhlavová                         | 7–6(0), 7–5                              |

### Doppio
| Anno       | Categoria    | Campionesse                              | Finaliste                                | Punteggio                                |
| ---------- | ------------ | ---------------------------------------- | ---------------------------------------- | ---------------------------------------- |
| 2025       | ITF $60,000  | Estelle Cascino Carole Monnet            | Arianne Hartono Prarthana Thombare       | 6–2, 6–2                                 |
| 2024       | ITF $60,000  | Veronika Erjavec Tamara Zidansek         | Dalila Jakupovic Sabrina Santamaria      | 6–4, 6-4                                 |
| 2023       | ITF $100,000 | Amina Anshba Anastasia Detiuc            | Estelle Cascino Suzan Lamens             | 6–4, 4–6, [10–4]                         |
| 2022- 2021 | ITF $100,000 | Non disputato                            | Non disputato                            | Non disputato                            |
| 2020       | ITF $100,000 | Annullato per la pandemia di coronavirus | Annullato per la pandemia di coronavirus | Annullato per la pandemia di coronavirus |
| 2019       | ITF $100,000 | Anna Blinkova Xenia Knoll                | Cornelia Lister Renata Voráčová          | 7–5, 7–5                                 |
| 2018       | ITF $100,000 | Jessica Moore Galina Voskoboeva          | Xenia Knoll Anna Smith                   | 0–6, 6–3, [10–7]                         |
| 2017       | ITF $100,000 | Naomi Broady Heather Watson              | Chuang Chia-jung Renata Voráčová         | 6–3, 6–2                                 |
| 2016       | ITF $100,000 | Anna Kalinskaya Tereza Mihalíková        | Evgeniya Rodina Anastasija Sevastova     | 6–1, 7–6(4)                              |
| 2015       | ITF $100,000 | Yuliya Beygelzimer Margarita Gasparyan   | Aleksandra Krunić Petra Martić           | 6–3, 6–2                                 |
| 2014       | ITF $75,000  | Stephanie Vogt Zheng Saisai              | Margarita Gasparjan Evgenija Rodina      | 6–4, 6–2                                 |
| 2013       | ITF $75,000  | Mervana Jugić-Salkić Renata Voráčová (3) | Jana Čepelová Anna Karolína Schmiedlová  | 6–1, 6–1                                 |
| 2012       | ITF $50,000  | Elena Bogdan Renata Voráčová (2)         | Marta Domachowska Sandra Klemenschits    | 7–6(2), 6–4                              |
| 2011       | ITF $50,000  | Janette Husárová Renata Voráčová (1)     | Jana Čepelová Lenka Wienerová            | 7–6(2), 6–1                              |
| 2010       | ITF $25,000  | Iveta Gerlová Lucie Kriegsmannová        | Michaela Hončová Lenka Wienerová         | 6–2, 6–1                                 |
| 2009       | ITF $25,000  | Sandra Klemenschits Vladimíra Uhlířová   | Michaela Paštiková Darina Šeděnková      | 6–4, 6–2                                 |